# Charles Rousse
Pour les articles homonymes, voir Rousse.
Charles Rousse (26 janvier 1860, Brignoles - 26 décembre 1925, Monaco), est un homme politique français.

## Biographie
Négociant, Charles Rousse fut également professeur au collège d'Embrun, répétiteur au lycée de Tournon et au lycée d'Alger, président de la caisse d'épargne et du Mont-de-piété de Brignoles et président de la caisse du Sou des écoles laïques de Brignoles.
Rousse est député du Var, pendant trois mandats successifs, de 1889 à 1902 (réélection en 1893 et 1898).

## Sources
- « Charles Rousse », dans le Dictionnaire des parlementaires français (1889-1940), sous la direction de Jean Jolly, PUF, 1960 [détail de l’édition]

## En savoir plus